# Hennie de Graaf
Hennie de Graaf (14 maart 1959) is een Nederlands voormalig voetbalscheidsrechter die van 1993 tot 2002 wedstrijden floot in de Eredivisie en Eerste divisie. Hij maakte zijn debuut in de hoogste afdeling van het Nederlandse voetbal op zaterdag 11 september 1993, toen hij leiding gaf aan een duel Willem II–SC Cambuur (4-1). De Graaf deelde in die wedstrijd een rode kaart uit aan Michel van Oostrum van SC Cambuur.